# Новичёв, Феликс Эрнестович
Фе́ликс Эрне́стович Новичёв (род. 6 августа 1969, Ленинград, СССР) — советский и российский футболист, нападающий и полузащитник.

## Карьера
Воспитанник ленинградской СДЮШОР «Смена». 29 августа 1987 года провёл единственный матч за местный «Зенит» в Кубке Федерации против «Кайрата» (0:2), заменив на 75-й минуте Дмитрия Игнатенко. В 1988—1992 годах защищал цвета клуба «Прометей-Динамо». В 1993 году подписал контракт с «Эрзи». В 1994 году перешёл в петербургский «Локомотив». В 1996 году пополнил ряды клуба Высшей лиги Казахстана «Елимай», в составе которого стал бронзовым призёром чемпионата. Дебютировал в элитном дивизионе 16 апреля в матче против «СКИФ-Ордабасы» (1:0), заменив на 67-й минуте Александра Селенкова. В июле 1997 года подписал контракт с «Лучом». Завершил карьеру в 2000 году в «Динамо-Стройимпульсе».

## Достижения
- Бронзовый призёр чемпионата Казахстана: 1996
- Бронзовый призёр 5-й зоны Второго дивизиона России: 1993
- Победитель 1-й зоны Второй низшей лиги СССР: 1991